# Czarna dziura

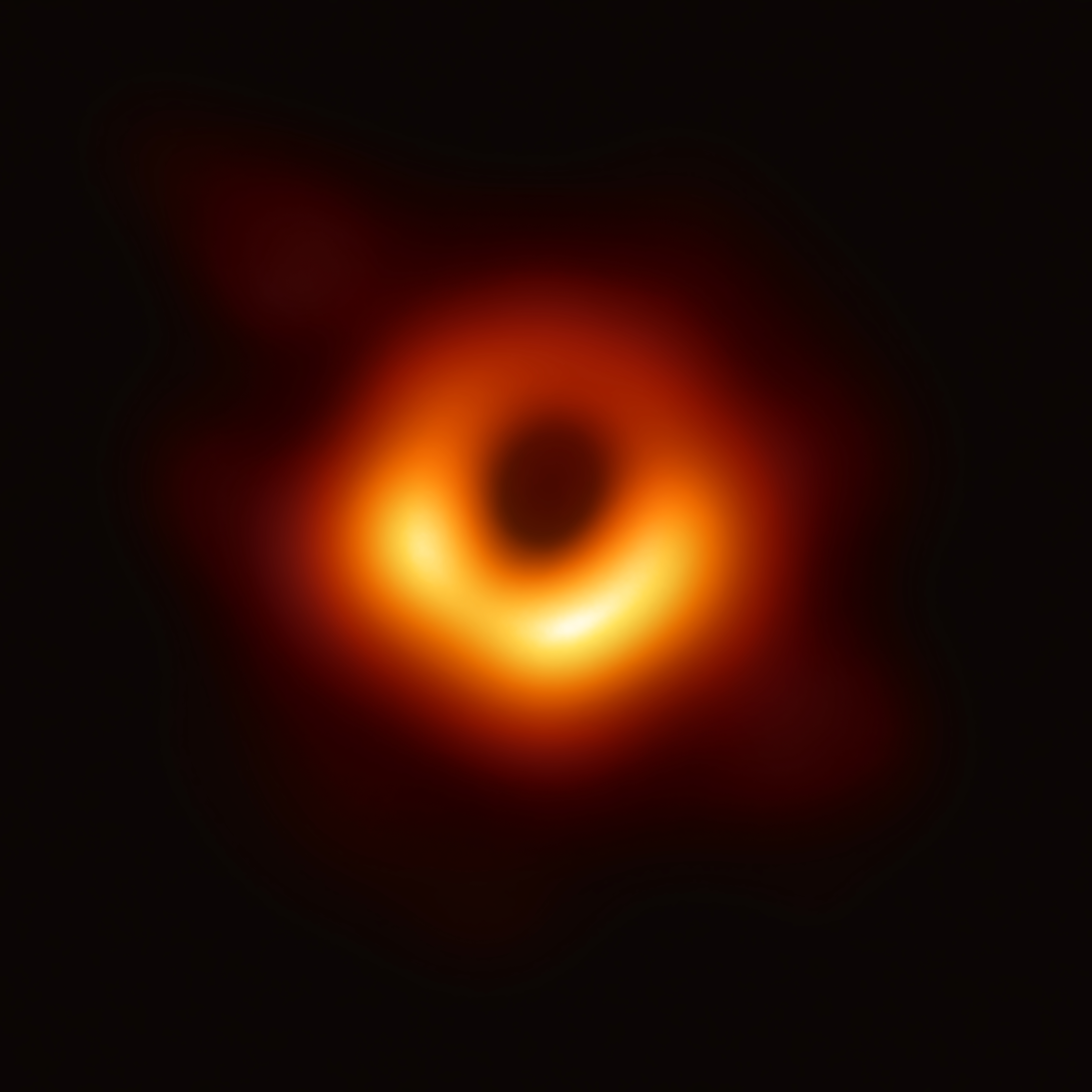
Obraz obiektu M87* w którego centrum znajduje się supermasywna czarna dziura, znajdującego się w jądrze galaktyki M87; wygenerowany na podst. danych uzyskanych Teleskopem Horyzontu Zdarzeń.

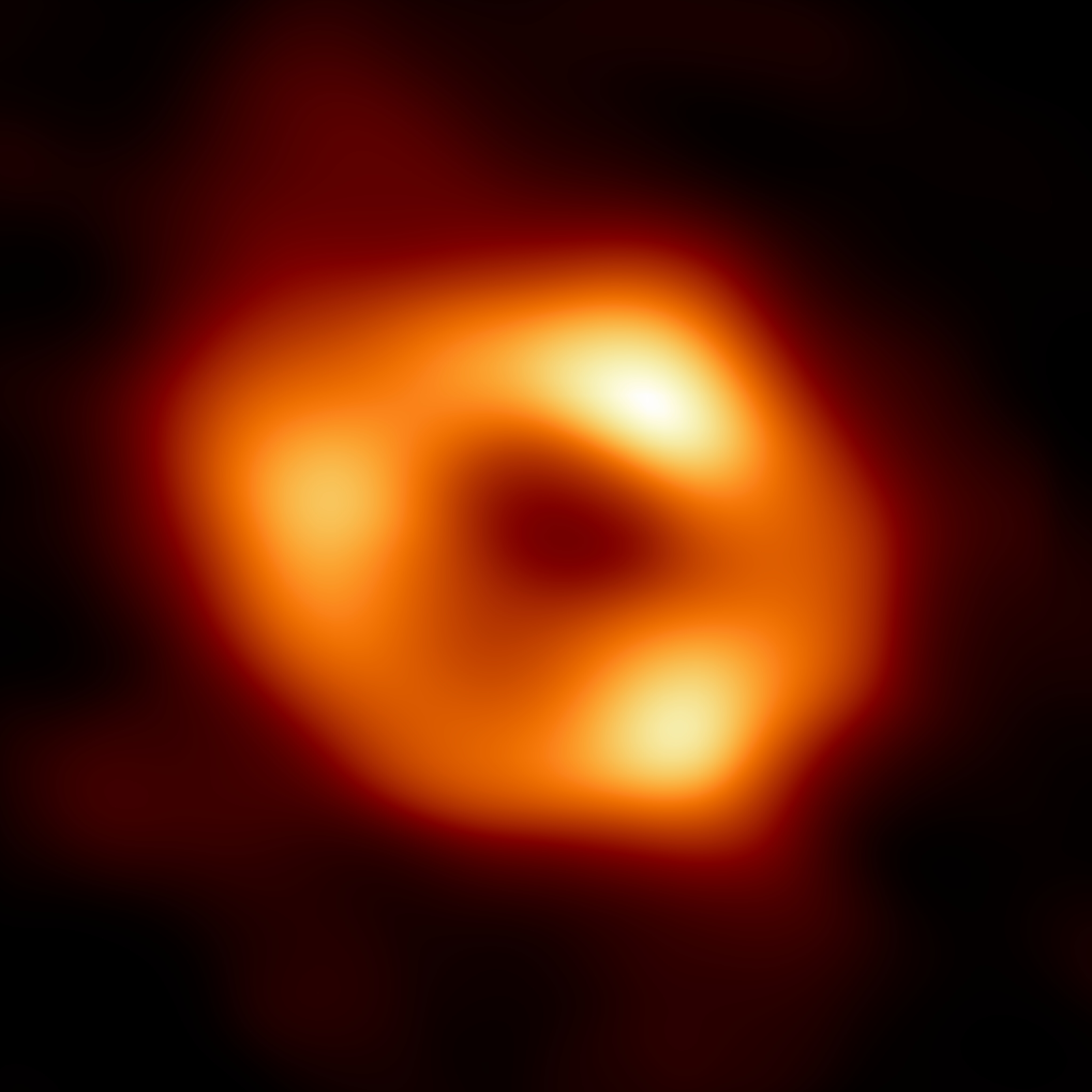
Obraz obiektu Sagittarius A* w centrum naszej Galaktyki – obraz z Teleskopu Horyzontu Zdarzeń

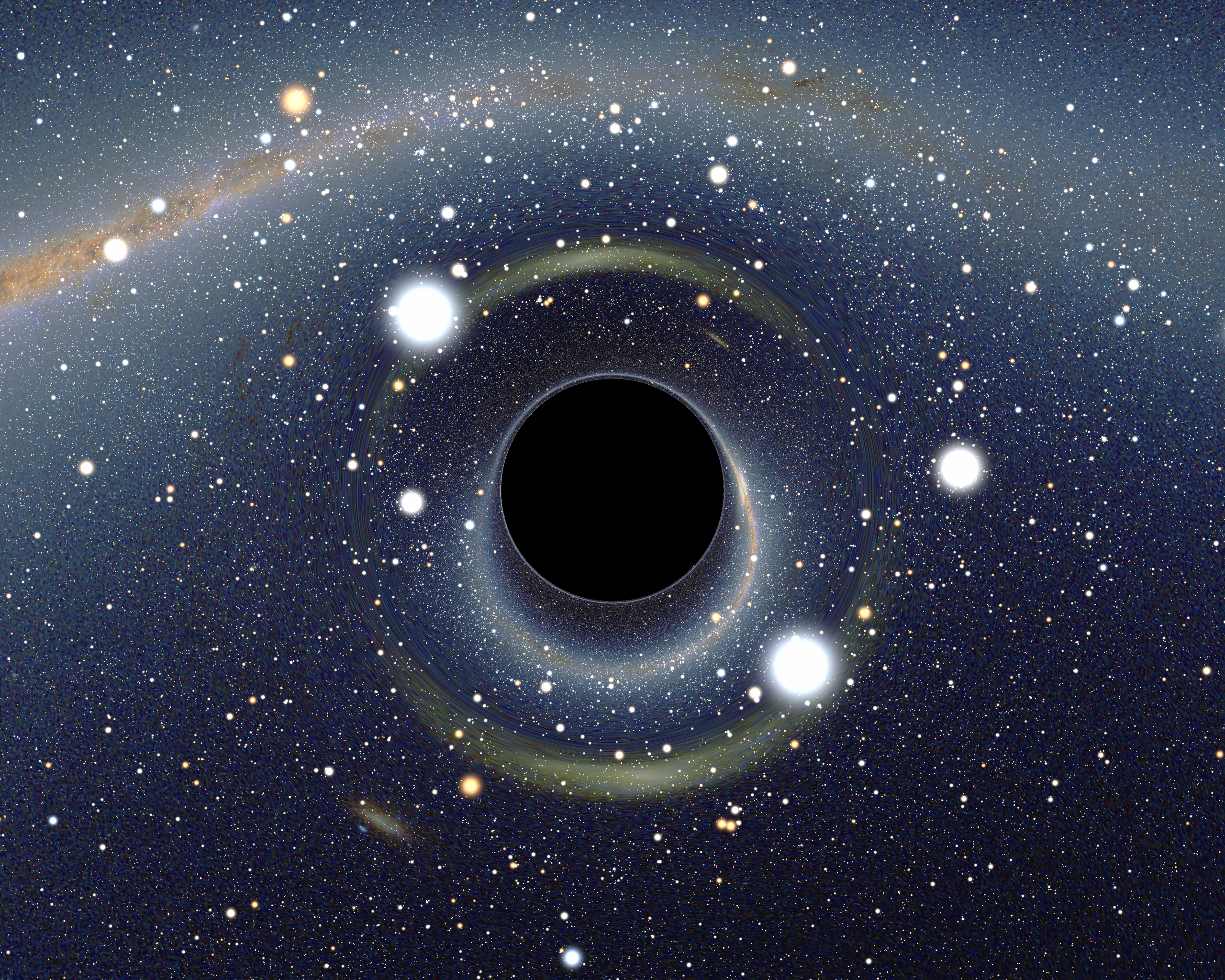
Symulowany widok czarnej dziury umieszczonej przed Wielkim Obłokiem Magellana. Na skutek efektu soczewkowania grawitacyjnego powstały dwa powiększone, lecz mocno zniekształcone obrazy Obłoku. Zakrzywieniu w łuk uległ również obraz dysku Drogi Mlecznej.

Czarna dziura – obszar czasoprzestrzeni, którego z uwagi na wpływ grawitacji, nic – łącznie ze światłem i informacją – nie może opuścić. Zgodnie z ogólną teorią względności, do jej powstania niezbędne jest nagromadzenie dostatecznie dużej masy w odpowiednio małej objętości. Czarną dziurę otacza matematycznie zdefiniowana powierzchnia nazywana horyzontem zdarzeń, która wyznacza granicę bez powrotu. Nazywa się ją „czarną”, ponieważ pochłania całkowicie światło trafiające w horyzont, nie odbijając niczego, zupełnie jak ciało doskonale czarne w termodynamice. Kwantowa teoria pola przewiduje, że czarne dziury emitują promieniowanie jak ciało doskonale czarne o niezerowej temperaturze. Temperatura ta jest odwrotnie proporcjonalna do masy czarnej dziury, co sprawia, że bardzo trudno je zaobserwować w wypadku czarnych dziur o masie gwiazdowej bądź większych.
Istnienie obiektów o polu grawitacyjnym niepozwalającym na ucieczkę światła jako pierwsi rozważali w XVIII wieku John Michell i Pierre Simon de Laplace. Pierwsze rozwiązanie równania Einsteina ogólnej teorii względności opisujące czarną dziurę znalazł w 1916 Karl Schwarzschild, jednak długo uważane było ono za matematyczną ciekawostkę, a jego interpretacja jako regionu czasoprzestrzeni, którego nic nie może opuścić, nie zyskała pełnego uznania przez kolejne cztery dekady. Dopiero w latach 60. XX wieku prace teoretyczne wykazały, że istnienie czarnych dziur jest logiczną konsekwencją obowiązywania ogólnej teorii względności. W tym samym czasie obserwacyjnie potwierdzono także istnienie gwiazd neutronowych, co stanowiło przesłankę, że takie obiekty powstałe w wyniku zapadania grawitacyjnego mogą istnieć w rzeczywistości.
Czarne dziury o masie gwiazdowej formują się w wyniku zapadania grawitacyjnego bardzo masywnych gwiazd pod koniec ich życia. Inną kategorią są supermasywne czarne dziury o masach przekraczających miliony mas Słońca. Podejrzewa się, że takie czarne dziury znajdują się w centrach większości galaktyk, w szczególności istnieją przekonujące dowody na istnienie czarnej dziury o masie około 4 milionów mas Słońca w centrum Drogi Mlecznej. Wyróżnia się też czarne dziury o masie pośredniej między gwiazdowymi i supermasywnymi, a najcięższe czarne dziury nazywane są niekiedy ultramasywnymi.
Jako że czarnych dziur nie można obserwować bezpośrednio, o ich obecności wnioskuje się na podstawie ich oddziaływania z otaczającą materią oraz światłem i innymi rodzajami promieniowania elektromagnetycznego. Przykładowo, opadająca na powierzchnię czarnej dziury materia może uformować dysk akrecyjny, generujący ogromne ilości promieniowania na skutek tarcia, jonizacji i silnego przyspieszenia wchłanianych cząstek. Część zjonizowanej materii dysku pod działaniem jego pola elektromagnetycznego może uciekać w kierunkach osi obrotu, tworząc ogromne dżety. Supermasywne czarne dziury w centrach aktywnych galaktyk, wokół których zachodzi proces akrecji powodują ich bardzo silne świecenie, stąd też obiekty zawierające czarne dziury mogą należeć do najjaśniejszych we Wszechświecie. 10 kwietnia 2019 roku przedstawiono pierwsze w historii zdjęcie ukazujące cień czarnej dziury w centrum galaktyki M87, obraz uzyskano dzięki projektowi EHT.
Licznych kandydatów na czarne dziury o masie gwiazdowej udało się zidentyfikować w systemach podwójnych. W niektórych przypadkach po ustaleniu masy i położenia niewidzialnego towarzysza gwiazdy okazuje się, że jedynym obiektem pasującym do obserwacji może być czarna dziura.
Według obliczeń opublikowanych w 2022 roku w obserwowanym Wszechświecie znajduje się około 40 trylionów czarnych dziur pochodzenia gwiazdowego. Wynika z tego, że około 1% zwykłej, czyli barionowej materii znajduje się w gwiazdowych czarnych dziurach.

## Historia
Ideę, że może istnieć tak masywne ciało, iż nawet światło nie może z niego uciec, postulował angielski geolog John Michell w roku 1783 w pracy przesłanej do Royal Society. W tym czasie istniała teoria grawitacji Isaaca Newtona i pojęcie prędkości ucieczki. Michell rozważał, iż w kosmosie może istnieć wiele tego typu obiektów.
W roku 1796 francuski matematyk Pierre Simon de Laplace propagował tę samą ideę w swojej książce Exposition du Systeme du Monde (niestety zniknęła w późniejszych wydaniach). Ta idea nie cieszyła się dużym zainteresowaniem w XIX wieku, ponieważ światło uważano za bezmasową falę niepodlegającą grawitacji.
Niedługo po opublikowaniu w roku 1905 szczególnej teorii względności, Einstein zaczął rozważać wpływ grawitacji na światło. Najpierw pokazał, że grawitacja oddziałuje na propagację fal elektromagnetycznych, a w roku 1915 sformułował ogólną teorię względności. Kilka miesięcy później, Karl Schwarzschild znalazł rozwiązanie równań tej teorii opisujących obiekt mający postać masy skupionej w jednym punkcie, który bardzo silnie odkształca czasoprzestrzeń. Jednym z parametrów rozwiązania był promień Schwarzschilda. Sam Schwarzschild uważał go za niefizyczny. W roku 1931 Chandrasekhar na przykładzie białego karła pokazał, że powyżej pewnej granicznej masy nic nie jest w stanie powstrzymać kolapsu gwiazdy. Przeciwny takim wnioskom był Arthur Eddington, który wierzył, iż powinna istnieć fizyczna przyczyna, która zatrzyma kolaps gwiazdy.
W 1939 roku Robert Oppenheimer i Hartland Snyder pokazali, że masywna gwiazda może ulec kolapsowi grawitacyjnemu. Taki obiekt nazwano „zamrożoną gwiazdą”, ponieważ dla dalekiego obserwatora kolaps będzie zwalniał. Idea ta nie wywołała dużego zainteresowania aż do lat 60. Zainteresowanie nią wzrosło z chwilą odkrycia pulsarów w 1967 roku. Tuż po tym w 1969 John Archibald Wheeler zaproponował nazwę „czarna dziura”.

## Zakrzywienie czasoprzestrzeni
Zgodnie z ogólną teorią względności, grawitacja jest opisywana jako zakrzywienie czasoprzestrzeni. W czasoprzestrzeni zakrzywionej ciała poruszają się po torach, które są liniami o ekstremalnej (najmniejszej lub największej) długości spośród wszystkich możliwych łuków łączących zadane punkty. Linie takie nazywamy geodezyjnymi. Obliczanie długości należy przeprowadzać w pełnej przestrzeni czterowymiarowej (czasoprzestrzeni), posługując się zależnym od grawitacji tensorem metrycznym, zaś przez długość linii należy rozumieć sumę interwałów czasoprzestrzennych wzdłuż toru cząstki. W skrajnych przypadkach oddziaływanie grawitacji może być tak duże, że wszystkie linie geodezyjne wokół danego ciała są liniami zamkniętymi. Żadna z nich nie wychodzi poza pewien ograniczony fragment objętości przestrzeni zwany horyzontem zdarzeń. Czarna dziura jest obiektem, który znajduje się wewnątrz własnego horyzontu zdarzeń.
Z czarnej dziury nie można się wydostać, bo wszystkie drogi ucieczki prowadzą z powrotem do środka. Przypomina to sytuację marynarza, który próbuje znaleźć koniec świata. Dokądkolwiek by nie popłynął, zawsze będzie znajdował jakieś lądy lub morza. Po dość długiej wędrówce wróci do punktu wyjścia. W przypadku czarnej dziury uwięziona jest nie tylko materia, ale i światło, które zawsze porusza się po liniach geodezyjnych. Co więcej, ogromne zakrzywienie czasoprzestrzeni spowalnia upływ czasu. I tak na zewnętrznej powierzchni czarnej dziury zanika upływ czasu.
Posługiwanie się takimi pojęciami jak czas, długość, linie geodezyjne i inne ściśle zdefiniowane pojęcia matematyczne wymaga gruntownej wiedzy na ich temat. Własności przestrzeni wokół czarnej dziury są dalekie od intuicji, którą budujemy w normalnych warunkach. W szczególności bezwzględnie konieczne jest precyzyjne definiowanie układu odniesienia, o którym mówimy. I tak dla obserwatora spadającego na czarną dziurę nie ma żadnej różnicy w obserwacjach (spowolnienia czasu, zakrzywienia trajektorii w przestrzeni fizycznej) poza wzrastającymi siłami pływowymi (wynikającymi z rozmiarów obserwatora) i ciężarem ciał na statku kosmicznym. W szczególności moment przejścia przez horyzont zdarzeń nie jest w żaden sposób wyróżniony, czy nawet zauważalny. Sam spadek do centrum grawitacyjnego czarnej dziury trwa ściśle określony, zależny od masy czarnej dziury czas w układzie spadającym, oraz, co za tym idzie, obserwator spadający ma szansę wysłać do obserwatora na zewnątrz, zanim przejdzie przez horyzont zdarzeń, tylko skończoną ilość sygnałów, energii, fotonów itp. Nie jest możliwe przetrwanie jakichkolwiek urządzeń technicznych lub żywych obserwatorów w tak ekstremalnych warunkach, jednak w rzeczywistym układzie ich śmierć może (choć nie musi, zależy to od wielkości czarnej dziury, dla ogromnych czarnych dziur możliwe jest zupełnie łagodne wejście pod horyzont zdarzeń) nastąpić dopiero po przekroczeniu horyzontu zdarzeń.
Natomiast obserwator pozostający poza zasięgiem czarnej dziury, obserwując spadek swojego kolegi zaobserwuje, że czas w układzie spadającym spowalnia w stosunku do jego własnego czasu, zaś sam spadek odbywa się coraz wolniej i wolniej. Obserwator spoza czarnej dziury nigdy nie zarejestruje momentu spadku swego kolegi na czarną dziurę, a jedynie uzna, że obraz spadającego układu został „zamrożony” w chwili przejścia przez horyzont zdarzeń. Obrazy spadającego obserwatora będą coraz bledsze, będą zawierały coraz mniejszy strumień fotonów, oraz zostaną w końcu w granicy „zamrożone” na powierzchni horyzontu zdarzeń. Jest tak dlatego, że skończona w układzie spadającym ilość energii, jaką wypromieniował układ spadający zanim przeszedł przez horyzont zdarzeń, musi wystarczyć dla asymptotycznie nieskończonego czasu spadania, jaki zarejestrował obserwator w układzie poza czarną dziurą.

## Zderzenie czarnych dziur
14 września 2015 LIGO (Laser Interferometer Gravitational-Wave Observatory) zarejestrowało po raz pierwszy w historii fale grawitacyjne jako rezultat zderzenia dwóch czarnych dziur 1,3 miliarda lat świetlnych od Ziemi. Obserwacja ta potwierdza teoretyczne przewidywania Einsteina i innych, że takie zdarzenie może zaistnieć. Po pierwsze zdarzenie to potwierdza, że podwójne czarne dziury rzeczywiście istnieją w Kosmosie. Po drugie otwiera drogę do praktycznej obserwacji charakteru grawitacji oraz zrozumienia zdarzeń w Kosmosie, włączając w to Wielki Wybuch i to, co po nim nastąpiło. Odkrycie to zostało oficjalnie ogłoszone 11 lutego 2016 po wielu miesiącach sprawdzania rezultatów.

## Opis matematyczny
Ponieważ zakrzywienie czasoprzestrzeni jest odczuwane jako siła grawitacji, czasem mówi się potocznie, że czarną dziurę stanowi materia ściśnięta tak, że siła grawitacji, z jaką oddziałuje ona na samą siebie, nie może być zrównoważona przez siły wewnętrzne (ciśnienie). Jest to uproszczenie o tyle, że w myśl równań Einsteina ciśnienie daje wkład współdziałający z siłą grawitacji (czyli wzrost ciśnienia przyspiesza, a nie spowalnia powstanie czarnej dziury).
Istnienie czarnych dziur wynika z równania Einsteina Ogólnej Teorii Względności, choć w historii fizyki już wcześniej pojawiła się hipotetyczna idea masy tak wielkiej, że nawet światło nie mogłoby się od niej oddalić. W równaniach Einsteina, które przewidują istnienie czarnych dziur, występują następujące wielkości: tensor metryczny {\displaystyle g,} tensor krzywizny Ricciego {\displaystyle R_{\mu \nu },} skalar krzywizny Ricciego {\displaystyle R,} które mierzą krzywiznę przestrzeni, oraz tensor energii-pędu {\displaystyle T_{\mu \nu }.} Równania Ogólnej Teorii Względności (OTW), z których wynika istnienie czarnych dziur, mają postać: 
{\displaystyle R_{\mu \nu }-{\frac {1}{2}}g_{\mu \nu }R+\Lambda g_{\mu \nu }=-{\frac {8\pi }{c^{4}}}G\ T_{\mu \nu }.}
Tensor krzywizny {\displaystyle R} jest zależny od tensora metrycznego g, który pozwala na obliczanie długości krzywych w czasoprzestrzeni, zaś w skład tensora energii-pędu {\displaystyle T_{\mu \nu }} wchodzą wszelkie rodzaje energii zawarte w rozważanym obszarze, a więc masy, ciśnienie, gęstość energii pola elektromagnetycznego i inne. Rozwiązanie tych równań, niezwykle trudne w praktyce, polega na podaniu tensora metrycznego {\displaystyle g,} którego forma opisuje takie zakrzywienie przestrzeni, że prowadzi do rozkładu energii danego tensorem {\displaystyle T,} które z kolei da w wyniku tensor metryczny {\displaystyle g.} Problemem jest nieliniowość równań oraz fakt, że obydwa elementy opisu: tensor energii-pędu i tensor metryczny pełnią w równaniu aktywną rolę, to znaczy żaden z nich nie jest wielkością bardziej podstawową niż druga.
Jednym z dosłownie kilku znanych rozwiązań tych równań jest rozwiązanie Schwarzschilda – metryka czasoprzestrzeni dana wzorem:
{\displaystyle ds^{2}=e^{\nu (r)}dt^{2}-e^{\lambda (r)}dr^{2}-r^{2}d\Omega ^{2}=\left(1-{\frac {2M}{r}}\right)dt^{2}-\left(1-{\frac {2M}{r}}\right)^{-1}dr^{2}-r^{2}d\Omega ^{2}.}
Przyjęto tu {\displaystyle c=G=1} (są to tak zwane jednostki ogólnej teorii względności (OTW)), a {\displaystyle d\Omega ^{2}=d\theta ^{2}+\cos ^{2}\theta \;d\phi ^{2}} jest standardowym elementem kątowym dwuwymiarowej sfery. Rozwiązanie Schwarzschilda jest rozwiązaniem w próżni bez materii {\displaystyle (T_{\mu \nu }=0)} i opisuje pole grawitacyjne wokół punktowej masy o zerowym momencie pędu, czyli odpowiada tak zwanej nierotującej czarnej dziurze.
Ze wzoru tego widać, że szczególne znaczenie ma wielkość {\displaystyle r_{schw}=2M} (podana w jednostkach OTW) lub
{\displaystyle r_{schw}={\frac {2\,GM}{c^{2}}}}
(w jednostkach fizycznych), gdzie {\displaystyle G} jest stałą grawitacji, {\displaystyle M} jest masą obiektu i {\displaystyle c} prędkością światła w próżni. Nazywa się ją promieniem Schwarzschilda i określa ona rozmiar horyzontu zdarzeń. Dla obiektu o masie Ziemi promień Schwarzschilda wynosi około 9 mm. Dla Słońca promień Schwarzschilda wynosi 2953 m. Blisko swego promienia grawitacyjnego są gwiazdy neutronowe, których promień jest rzędu 10–15 km. Dla realnej gwiazdy rozwiązanie Schwarzschilda opisuje czasoprzestrzeń w próżni na zewnątrz gwiazdy. Czarna dziura wyłania się, gdy podczas zapadania grawitacyjnego promień gwiazdy stanie się mniejszy niż jej promień grawitacyjny. Tracimy wtedy całą informację o gwieździe. Promieniowanie i informacja nie mogą się już wydostać z gwiazdy, jedynie możemy czuć jej obecność grawitacyjnie za pośrednictwem potencjału grawitacyjnego:
{\displaystyle \varphi =-{\frac {r_{schw}c^{2}}{2}}{\frac {1}{r}}=-G{\frac {M}{r}}.}

## Anihilacja informacji
Istnieją teorie, według których przejście obiektu przez horyzont zdarzeń związane jest z całkowitym zniknięciem zawartej w tym obiekcie informacji.
Z matematycznego punktu widzenia fakt ten sprowadza się do stwierdzenia, że do opisu czarnej dziury wystarczy podać jej masę, ładunek oraz moment pędu.
Dla poszczególnych kombinacji tych trzech wartości sformułowano następujące rozwiązania równań opisujących czarną dziurę:
- Schwarzschilda – tylko masa niezerowa,
- Reissnera – Nordströma – ładunek, masa niezerowa, brak momentu pędu,
- Kerra – masa i moment pędu niezerowy, brak ładunku,
- Kerra – Newmanna – ładunek, masa, moment pędu niezerowe.

## Osobliwość
Ogólna teoria względności przewiduje istnienie we wnętrzu czarnej dziury osobliwości. Jest to miejsce, gdzie krzywizna czasoprzestrzeni staje się nieskończona, a oddziaływanie grawitacyjne staje się nieskończenie silne (Roger Penrose oraz Stephen Hawking), co prowadzi do problematycznej dla teorii fizyki sytuacji, gdy załamałyby się wszystkie jej prawa.
Znane są mówiące o tym ścisłe dowody matematyczne i dotychczas nie udało się wyeliminować osobliwości z rozwiązań teorii w obecnym jej kształcie. W szczególności samo jej istnienie jest niezależne od definicji układu odniesienia używanego do opisu czarnej dziury. Przypuszcza się, że poszukiwana od lat kwantowa teoria grawitacji rozwiąże ten problem.
Warto nadmienić, że horyzont zdarzeń nie jest żadną osobliwością i przejście przez ową barierę nie jest związane z jakimikolwiek szczególnymi zjawiskami fizycznymi. Rozwiązanie Schwarzschilda co prawda posiada nieciągłość na granicy horyzontu, jest ona jednak usuwalna przez odpowiedni wybór układu odniesienia. Współczesna nauka nie potrafi opisać zjawisk fizycznych zachodzących w osobliwości.

## Promieniowanie Hawkinga
W 1972 Ja’akow Bekenstein jako pierwszy w przybliżeniu określił entropię czarnej dziury. Sam koncept entropii czarnej dziury wywołał wiele kontrowersji w świecie fizyki. Najważniejszą konsekwencją przyjęcia, że czarne dziury mają entropię byłby fakt, że nie są one tak „czarne”, jak dotychczas sądzono, mają temperaturę wyższą niż zero absolutne i jak wszystkie ciała gorące muszą emitować energię. Jednym z fizyków, którzy uważali, że Bekenstein się myli, był Stephen Hawking, który postanowił to matematycznie udowodnić. Ku własnemu zdziwieniu Hawking nie tylko potwierdził, że czarne dziury mają temperaturę, ale także dokładnie ustalił wielkość entropii czarnej dziury jako wynoszącą jedną czwartą pola powierzchni horyzontu zdarzeń, wyrażoną w jednostkach Plancka, pomnożonego przez stałą Boltzmanna.
Wzór na entropię czarnej dziury powstał przy założeniu, że podczas spadania ciała do czarnej dziury jej masa rośnie i rośnie też jej entropia; proporcjonalny do masy jest horyzont zdarzeń, czyli promień Schwarzschilda. Ścisły wzór na entropię czarnej dziury wyprowadził w 1974 roku Stephen Hawking:
{\displaystyle S={\frac {kc^{3}A}{4\hbar \,G}}={\frac {1}{4}}kN,}
gdzie:
{\displaystyle A=4\pi r_{schw}^{2}} to powierzchnia horyzontu zdarzeń czarnej dziury,
{\displaystyle \hbar ={\frac {h}{2\pi }}} to stała Diraca,
{\displaystyle N={\frac {A}{\ell _{\text{P}}^{2}}}} to liczba powierzchni Plancka na horyzoncie zdarzeń czarnej dziury,
{\displaystyle \ell _{\text{P}}={\sqrt {\frac {\hbar G}{c^{3}}}}} to długość Plancka,
{\displaystyle k} – stała Boltzmanna,
{\displaystyle c} – prędkość światła w próżni,
{\displaystyle G} – stała grawitacji.
Jednocześnie rozważając własności procesów elektromagnetycznych i kwantowej teorii pola w sąsiedztwie horyzontu zdarzeń, doszedł on do wniosku, że powinien istnieć pewien proces kwantowy działający w nieoczekiwanym kierunku: możliwe jest „parowanie” czarnej dziury, czyli proces polegający na traceniu przez nią masy pomimo braku możliwości utraty materii. Popularne sformułowanie tego faktu głosi, że powierzchnia czarnej dziury nie jest czarna. Powinna wytwarzać promieniowanie takie, jak ciało doskonale czarne o temperaturze:
{\displaystyle T={\frac {\hbar \,c^{3}}{8\pi k\,GM}}={\frac {T_{\text{P}}}{2\pi d_{\text{BH}}}},}
gdzie:
{\displaystyle \hbar } (h-kreślone) – stała Diraca,
{\displaystyle c} – prędkość światła w próżni,
{\displaystyle k} – stała Boltzmanna,
{\displaystyle G} – stała grawitacji,
{\displaystyle M} – masa czarnej dziury,
{\displaystyle T_{\text{P}}={\sqrt {\frac {\hbar c^{5}}{Gk^{2}}}}} to temperatura Plancka,
{\displaystyle D_{schw}=2r_{schw}=d_{\text{BH}}\ell _{\text{P}}}, {\displaystyle d_{\text{BH}}\in \mathbb {R} } to średnica Schwarzschilda wyrażona w długościach Plancka.
Popularne wyjaśnienie mechanizmu tego procesu polega na powolnym, lecz nieustannym kreowaniu na powierzchni horyzontu zdarzeń wirtualnych par cząstka–antycząstka pod wpływem pola grawitacyjnego. Z pewnym prawdopodobieństwem może zajść proces, w którym jedna z tych cząstek spadnie na czarną dziurę, druga zaś opuści obszar oddziaływania czarnej dziury, unosząc pewną skończoną energię i masę. Czarna dziura o masie Mount Everestu wyparowałaby w ułamku sekundy, wytwarzając potężny błysk promieniowania gamma. Czarne dziury o masach zbliżonych do Słońca potrzebowałyby bardzo dużo czasu, aby oddać w postaci promieniowania Hawkinga pochłoniętą wcześniej energię i materię.
Ścisłe wyjaśnienie procesu parowania czarnych dziur nie ma nic wspólnego z opisanym powyżej procesem i polega na analizie własności pól kwantowych w przestrzeni zakrzywionej, przy czym nie da się w żaden sposób określić miejsca zachodzenia zjawiska parowania (powierzchnia horyzontu zdarzeń, powierzchnia czarnej dziury itp.). Analiza procesu wykorzystuje subtelne własności próżni kwantowej, rozkład modów normalnych pól próżniowych oraz transformację Bogoliubowa. Jest to efekt globalny, w którym po prostu bilans energetyczny czarnej dziury zmniejsza się na rzecz otaczającej ją przestrzeni. W szczególności nie jest prawdą, jakoby za zjawisko parowania czarnych dziur odpowiadało tunelowanie fotonów przez horyzont zdarzeń, a także opis lokalny tego procesu (w konkretnym miejscu przestrzeni). Są to wszystko uproszczenia, mające służyć przedstawieniu publicznie owego procesu, nie zaś jego wyjaśnieniu.
Hipoteza Hawkinga może zostać potwierdzona dzięki badaniu promieniowania kosmicznego. Istnieje hipoteza, według której rozpędzone cząstki elementarne zderzające się z atmosferą mogą wytwarzać miniaturowe czarne dziury, które natychmiast parują. Emitowane przez nie promieniowanie ma szansę zostać zaobserwowane, jeżeli hipoteza jest prawdziwa. Dla czarnych dziur o masie gwiazdowej czy większej promieniowanie to nie ma praktycznego znaczenia, ponieważ skala czasowa spadku masy jest dłuższa niż wiek Wszechświata.

## Powstawanie czarnych dziur
Większość masy czarnych dziur znajduje się w supermasywnych obiektach w centrach galaktyk i kwazarów. Być może zaczątkiem tych masywnych czarnych dziur był od razu kolaps hipotetycznych gwiazd III populacji lub dużych obłoków gazowych. Badania statystyczne wskazują tylko, że główny wzrost masy masywnej czarnej dziury w centrum typowej galaktyki następował wtedy, gdy galaktyka przeżywała fazę wzmożonej aktywności, przede wszystkim fazę kwazaru. Te czarne dziury osiągają wartości mas od kilku milionów do kilkudziesięciu miliardów mas Słońca. Masa czarnej dziury w centrum naszej galaktyki wynosi ok. 4 milionów masy Słońca. Obiekt Q0906+6930 zawiera czarną dziurę o masie przekraczającej 10 miliardów mas Słońca.
Mniejsze czarne dziury, tzw. czarne dziury o masie gwiazdowej, mogą powstawać w ewolucji masywnych gwiazd. Są o wiele liczniejsze i niektóre mogą mieć masę zaledwie kilku lub kilkunastu mas Słońca.
Kiedy wewnątrz gwiazdy o masie przynajmniej 20 ~ 150 razy większej od masy Słońca zaczyna kończyć się wodór, rozpoczyna się jej agonia. Procesy zachodzące w jej jądrze ulegają gwałtownej zmianie, w wyniku zachwiania wcześniejszej równowagi gwiazda zapada się gwałtownie do swojego wnętrza w eksplozji, nazywanej supernową. Czarne dziury mogą powstawać także dzięki zapadnięciu się supermasywnych gwiazd bez towarzyszącego wybuchu supernowej. Jądra tego typu gwiazd w niektórych przypadkach (liczba ta szacowana jest na ok. 20% wszystkich potencjalnych supernowych) zapadają się tak szybko, że uniemożliwiają ucieczkę fotonów i gwiazda zmienia się bezpośrednio w czarną dziurę, „znikając” z widzialnego Wszechświata. Spekuluje się, że tego typu implozje mogą być wykryte dzięki emisji neutrin.
Pomiędzy masywnymi czarnymi dziurami a obiektami o masie gwiazdowej znajdują się jeszcze, hipotetyczne na razie, czarne dziury o masie pośredniej. Mogą być one odpowiedzialne za obiekty znane jako ULX, ale istnieje także teoria tłumacząca ULX-y jako tzw. „polskie pączki”, czyli czarne dziury o masie gwiazdowej otoczone bardzo gęstym obłokiem pyłowym.
Rozważana jest również hipoteza istnienia pierwotnych czarnych dziur, które mogłyby powstać w początkowych fazach Wielkiego Wybuchu. Obecnie nie ma żadnych obserwacyjnych dowodów istnienia pierwotnych czarnych dziur.

## Występowanie czarnych dziur

Symulacja przejścia czarnej dziury przed galaktyką i towarzyszące zjawisko soczewkowania grawitacyjnego

Znane czarne dziury należą najczęściej do jednej z dwóch grup:
- czarne dziury o masach gwiazdowych (ok. kilku do kilkunastu mas Słońca),
- czarne dziury o masach co najmniej 100 000 razy większych od masy Słońca.

Nadal dyskutowane jest istnienie czarnych dziur o wartościach pośrednich (kilkaset – kilka tysięcy mas Słońca), a także tzw. pierwotnych czarnych dziur (primordial/primitive black holes, PBH).
Czarne dziury o masach gwiazdowych najczęściej znajdowane są w układach podwójnych. Samotna czarna dziura byłaby bardzo trudna do zaobserwowania – jedynym śladem jej istnienia może być soczewkowanie grawitacyjne. W ciasnym układzie podwójnym, takim jak rentgenowskie układy podwójne czarna dziura jest otoczona jednak materią, która na nią spada. Materia ta tworzy dysk akrecyjny, a zbliżając się do czarnej dziury, przyspiesza i poprzez zderzenia rozgrzewa się coraz bardziej, tak, że zamienia znaczny procent swojej masy na energię, która rozchodzi się jako promieniowanie w szerokim zakresie (od promieni gamma i promieni X po fale radiowe) oraz czasami w postaci wysokoenergetycznych cząstek skupionych w tzw. „jety” (dżety). Stąd czarne dziury należą faktycznie do najjaśniejszych obiektów we Wszechświecie. Odróżnienie w tym wypadku gwiazdy neutronowej od czarnej dziury polega przede wszystkim na pomiarze masy – gwiazdy neutronowe nie mogą mieć masy większej niż 2–3 masy Słońca. Liczba czarnych dziur o masach zbliżonych do Słońca w naszej galaktyce to ok. 100 milionów, ale liczba znanych źródeł rentgenowskich zawierających czarne dziury to poniżej 100. Najsłynniejszym przedstawicielem jest Cygnus X-1.

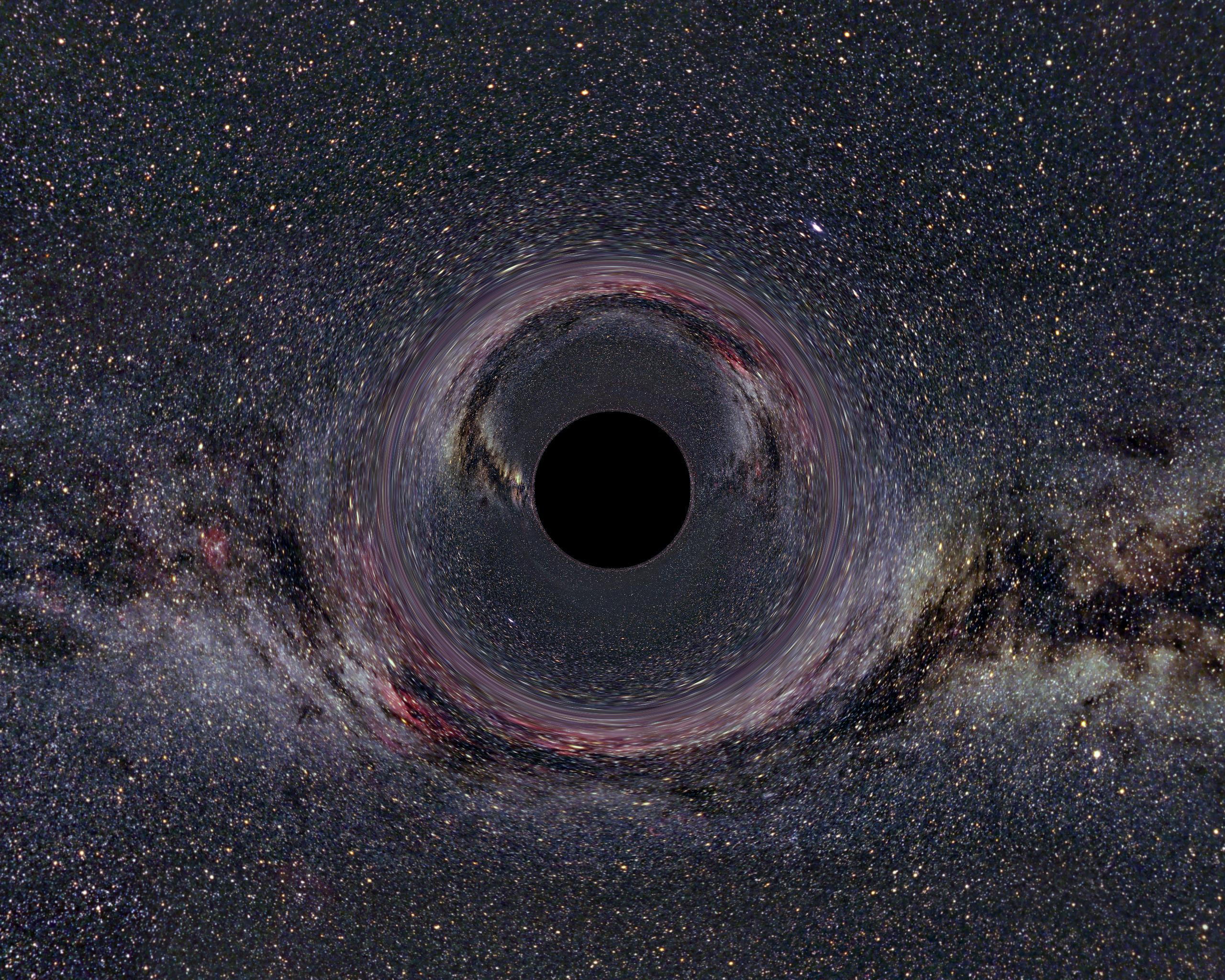
Symulacja czarnej dziury, o masie 10 słońc widzianej z odległości 600 km z Drogą Mleczną w tle

Gwiazdowa czarna dziura także jest elementem błysku gamma albo powstając w jego wyniku, albo ewentualnie biorąc w nim udział jako jedna z dwóch zlewających się gwiazd.
Najliczniej reprezentowane w katalogach są jednak obecnie masywne czarne dziury.
W odległości wielu miliardów lat świetlnych od Ziemi astronomowie obserwują obiekty nazywane kwazarami. Istniały one niedługo po narodzinach Wszechświata i wytwarzały ogromne ilości energii. Obiekty te zawierają czarne dziury miliard razy cięższe od Słońca. Narodziły się one w jądrach młodych galaktyk i zaczęły „pożerać” ogromne ilości materii. Bliskimi kuzynami kwazarów są inne aktywne galaktyki, w tym radiogalaktyki, w których dżety wytwarzane przy udziale masywnych czarnych dziur ciągną się na setki tysięcy lat świetlnych po obu stronach galaktyki. Jasność tych obiektów wynika z ogromnej ilości energii wytwarzanej podczas opadania materii (akrecji) na czarna dziurę. Obecnie przyjmuje się, że Droga Mleczna w swoim środku też zawiera ogromną czarną dziurę. Zużyła już ona całe dostępne w pobliżu paliwo i dlatego jest mało aktywna. Liczba znanych aktywnych galaktyk w przeglądzie SDSS to kilkadziesiąt tysięcy, ogólna liczba znanych radioźródeł jest jeszcze większa, ale do większości z nich nie znamy odległości.

## Odkrycia z początków XXI w.
W lipcu 2004 odkryto gigantyczną czarną dziurę, Q0906+6930, w centrum odległej galaktyki w gwiazdozbiorze Wielkiej Niedźwiedzicy (Ursa Maior), natomiast w listopadzie 2004 doniesiono o odkryciu pierwszej czarnej dziury o średniej masie w centrum naszej Galaktyki, trzy lata świetlne od radioźródła Sagittarius A*. Ta czarna dziura o masie 1300 mas Słońca znajduje się wewnątrz klastra siedmiu gwiazd, który był rozczłonkowany przez centrum naszej Galaktyki. Ta obserwacja popiera ideę, że supermasywne czarne dziury rosną, pochłaniając gwiazdy i mniejsze czarne dziury z pobliża.
W lutym 2005 odkryto błękitnego olbrzyma SDSS J090745.0+24507, który ucieka z naszej Galaktyki z prędkością dwukrotnie przekraczającą prędkość ucieczki (0,0022 prędkości światła w próżni). Tor jego lotu można śledzić aż do centrum naszej Galaktyki. Ta wysoka prędkość ucieczki potwierdza hipotezę o obecności masywnej czarnej dziury w centrum naszej Galaktyki.
Polski fizyk Paweł O. Mazur oraz Emil Mottola opublikowali w 2001 r. teorię grawastarów, alternatywną teorię do czarnych dziur. W marcu 2005 roku fizyk George Chapline z LLNL (Kalifornia, USA) spopularyzował teorię Mazura-Mottoli, sugerując, za autorami pierwotnej publikacji, iż czarne dziury nie istnieją, a obiekty za nie uważane są właściwie gwiazdami z ciemną energią (grawastarami). Ich wnioski wynikają z analizy konsekwencji mechaniki kwantowej dla czarnych dziur.
Czarne dziury o masie kilku miliardów mas Słońca udało się zarejestrować w wielu odległych obiektach, nawet nasza Galaktyka ma w swoim wnętrzu czarną dziurę o masie około czterech milionów mas Słońca. Wiadomo także, że galaktyki dość często się ze sobą zderzają. Zderzenie dwóch galaktyk, z których każda zawiera czarną dziurę w środku, może owocować powstaniem supergalaktyki z podwójnym układem czarnych dziur wewnątrz. W 2009 roku w czasopiśmie „Nature” opublikowano artykuł Todda Borosona i Toda Lauera z National Optical Astronomy Observatory w Tucson w USA, w którym autorzy przedstawiają dowody na to, że odległy od nas o ponad 3 miliardy lat świetlnych kwazar SDSS J153636.22+044127.0, zawiera w swoim jądrze układ podwójny czarnych dziur, o masach 20 milionów i 800 milionów mas Słońca, oddalone od siebie o 0,3 roku świetlnego i okrążające wspólny środek masy z okresem 100 lat.

### Pierwszy obraz czarnej dziury
10 kwietnia 2019 naukowcy z programu EHT opublikowali pierwszy w historii obraz czarnej dziury, znajdującej się w centrum galaktyki M87.

### Literatura dodatkowa
- Marek Demiański: Astrofizyka relatywistyczna. Warszawa: Państwowe Wydawnictwo Naukowe, 1978.